# Сарай (община)
Община Сарай (мак. Општина Сарај) — община в Північній Македонії. Община є адміністративною одиницею-мікрорайоном столиці країни — Скоп'є, розташована на півночі Македонії, Скопський статистично-економічний регіон, з населенням 35 408 мешканців, які проживають на площі 	229,06 км².